# Saint-Christol-de-Rodières
Saint-Christol-de-Rodières este o comună în departamentul Gard din sudul Franței. În 2009 avea o populație de 165 de locuitori.

## Evoluția populației
| An        | 1975 | 1982 | 1990 | 1999 | 2006 | 2009 |
| --------- | ---- | ---- | ---- | ---- | ---- | ---- |
| Populație | 95   | 110  | 130  | 126  | 155  | 165  |